# Verjaget, zerstreuet, zerrüttet, ihr Sterne, BWV 249b
Verjaget, zerstreuet, zerrüttet, ihr Sterne, BWV 249b (Dissipar-los, dispersar-los, destruir-los, cels) amb el subtítol Die Freier des Genius (La Festa del Geni) és una cantata profana de Johann Sebastian Bach, interpretada a Leipzig el 25 d'agost de 1726 per a l'aniversari del comte Joachim Friedrich von Flemming. Només es conserva el text de Picander; és una paròdia de la cantata pastoral BWV 249a.